# Calling Elvis
Calling Elvis è un brano musicale dei Dire Straits, scritto dal chitarrista e cantante Mark Knopfler.
La composizione, tratta dall'album On Every Street, fu pubblicata come singolo nell'agosto del 1991; un'interpretazione in concerto di Calling Elvis compare nel disco dal vivo On the Night.

## Significato della canzone
Il pezzo narra di un fan di Elvis Presley che prova insistentemente a mettersi in contatto con il proprio beniamino; nel testo si fa menzione di alcuni brani portati al successo dal cantante statunitense, tra cui Love Me Tender, Return to Sender, Heartbreak Hotel, Don't Be Cruel e Love Me.
La canzone intende rappresentare un'allegoria dell'incomunicabilità che contraddistingue la società contemporanea.
I Dire Straits ci accompagnano in un viaggio che trascende il semplice tributo, attingendo al mito intramontabile di Elvis Presley.
Questo senso di lontananza nel brano diventa un tema universale: racchiudere dentro di sé i sentimenti di molti che hanno ammirato una figura che ora esiste solo nel ricordo e nella musica.
Le ripetute chiamate a un telefono muto sono una metafora toccante delle domande senza risposta che circondano la vita e la morte di Elvis. L'appello a Elvis riecheggia il desiderio di colmare quel vuoto, di avere un ultimo momento, a dimostrazione che la devozione verso i nostri eroi non svanisce con la loro assenza. Knopfler non sta semplicemente invocando un fantasma; sta affrontando l'enigma dell'immortalità attraverso la fama. 
Infine la canzone non si limita a ricordare; insiste sulla continua rilevanza di Elvis Presley nel presente.

## Video musicale
Nel videoclip di Calling Elvis – diretto da Gerry Anderson – appaiono alcune marionette ispirate a Thunderbirds, una serie televisiva fantascientifica degli anni sessanta concepita dal medesimo regista.

## Tracce
1. Calling Elvis
2. Iron Hand
3. Millionaire Blues

## Classifiche
| Classifica (1991)             | Posizione massima |
| ----------------------------- | ----------------- |
| Australia                     | 8                 |
| Austria                       | 8                 |
| Belgio (Fiandre)              | 2                 |
| Canada                        | 4                 |
| Europa                        | 2                 |
| Finlandia                     | 3                 |
| Francia                       | 7                 |
| Germania                      | 8                 |
| Irlanda                       | 2                 |
| Italia                        | 3                 |
| Norvegia                      | 2                 |
| Nuova Zelanda                 | 9                 |
| Paesi Bassi                   | 4                 |
| Regno Unito                   | 21                |
| Spagna                        | 3                 |
| Stati Uniti (alternative)     | 25                |
| Stati Uniti (mainstream rock) | 3                 |
| Svezia                        | 6                 |
| Svizzera                      | 2                 |